# The Planet Smashers
The Planet Smashers ist eine Band der dritten Ska-Welle aus Montreal, Quebec in Kanada. Seit ihrer Gründung 1994, ist sie ein fester Bestandteil der Skaszene in Montreal. Während der dritten Welle wurde die Band schnell national und auch international bekannt, was sich auch in den Touren durch die USA, Europa und Japan äußert. 
Das Gründungsmitglied Matt Collyer, gründete zudem auch das Montrealer Ska-Label Stomp Records.
Die Musik der Planet Smashers wurde unter anderem für die japanische Flash-Serie Catman sowie für die MTV-Show Undergrads verwendet.

## Diskografie
- Meet The Planet Smashers (1994) (demo)
- Inflate to 45 RPM (1995) (vinyl)
- The Planet Smashers (1995)
- Attack of The Planet Smashers (1997)
- Life of the Party (1999)
- Smash Hits (1999) (compilation)
- No Self Control (2001)
- Fabricated (2002) (compilation)
- Mighty (2003)
- TEN (2004) (DVD)
- Unstoppable (2005)
- Descent Into the Valley Of... (2011)

## Videos
- Mission Aborted (1995)
- My Decision (1997)
- Change (1998)
- Super Orgy Porno Party (1999)
- Surfing In Tofino (1999)
- Too Much Attitude (1999)
- Blind (2001)
- Fabricated (2001)
- Hey Hey (2001)
- Wish I Were American (2001)
- Explosive (2003)
- J’aime Ta Femme (I Like Your Girl) (2003)
- Bullets to the Ground (2005)
- Raise Your Glass (2005)